# Ernst-Heinrich Voß
Ernst-Heinrich Voß (* 3. November 1899 in Timmenrode; † 11. Oktober 1943 bei Nowo-Lipiwo, UdSSR) war ein deutscher Offizier, zuletzt Generalmajor im Zweiten Weltkrieg.

## Leben
Voß diente als Offizier im Ersten Weltkrieg. Zwischen beiden Weltkriegen war er Polizist. In der Wehrmacht führte Voß im Zweiten Weltkrieg als Kommandeur das Grenadier-Regiment 585 in der 320. Infanterie-Division. Voß wurde postum zum Generalmajor befördert.

## Auszeichnungen
- Eisernes Kreuz (1939) II. und I. Klasse
- Deutsches Kreuz in Gold am 17. August 1942
- Ritterkreuz des Eisernen Kreuzes mit Eichenlaub[3][4]
  - Ritterkreuz am 18. April 1943
  - Eichenlaub am 28. Oktober 1943 (314. Verleihung)